# Star Screen Award de la meilleure actrice
 (signalé en mai 2025).
Si vous disposez d'ouvrages ou d'articles de référence ou si vous connaissez des sites web de qualité traitant du thème abordé ici, merci de compléter l'article en donnant les références utiles à sa vérifiabilité et en les liant à la section « Notes et références ».
- Archive Wikiwix
- Bing
- Cairn
- DuckDuckGo
- E. Universalis
- Gallica
- Google
- G. Books
- G. News
- G. Scholar
- Persée
- Qwant
- (zh) Baidu
- (ru) Yandex
- (wd) trouver des œuvres sur Wikidata

Le Star Screen Award de la meilleure actrice est un trophée remis chaque année depuis 1995 lors des Screen Weekly Awards. Les vainqueurs sont choisis par un jury chaque mois de janvier. Madhuri Dixit et Vidya Balan totalisent trois prix dans cette catégorie pendant que Kajol, Aishwarya Rai, Rani Mukherji et Kareena Kapoor ont deux prix chacune.

## Star Screen Award de la meilleure actrice
| Année | Actrice          | Film                    |
| ----- | ---------------- | ----------------------- |
| 1995  | Madhuri Dixit    | Hum Aapke Hain Kaun...! |
| 1996  | Madhuri Dixit    | Raja                    |
| 1997  | Manisha Koirala  | Khamoshi: The Musical   |
| 1998  | Madhuri Dixit    | Mrityudand              |
| 1999  | Kajol            | Dushman                 |
| 2000  | Aishwarya Rai    | Hum Dil De Chuke Sanam  |
| 2001  | Tabu             | Astitva                 |
| 2002  | Kajol            | La famille indienne     |
| 2003  | Aishwarya Rai    | Devdas                  |
| 2004  | Urmila Matondkar | Bhoot                   |
| 2005  | Rani Mukerji     | Hum Tum                 |
| 2006  | Rani Mukerji     | Black                   |
| 2007  | Kareena Kapoor   | Omkara                  |
| 2008  | Kareena Kapoor   | Jab We Met              |
| 2009  | Priyanka Chopra  | Fashion                 |
| 2010  | Vidya Balan      | Paa                     |
| 2011  | Vidya Balan      | Ishqiya                 |
| 2012  | Vidya Balan      | The Dirty Picture       |